# كارولين فيشر
كارولين فيشر (بالألمانية: Caroline Fischer)‏ هي عازفة بيانو ألمانية، ولدت في 4 أبريل 1984 في برلين في ألمانيا.

## وصلات خارجية
- الموقع الرسمي
- كارولين فيشر على موقع ميوزك برينز (الإنجليزية)
- كارولين فيشر على موقع أول ميوزيك (الإنجليزية)